# Jefferson de Albuquerque Jr.
Jefferson de Albuquerque Junior (Crato, Ceará, 1947) é um cineasta e ambientalista brasileiro, graduado em letras, especialista em educação ambiental e planejamento de unidades de conservação.

## Biografia
Nascido em 21 de novembro de 1947 na cidade do Crato, na região do Vale do Cariri do estado do Ceará, o quarto filho de uma família grande e efusiva, o menino Júnior “de Seu Jefferson e D. Letícia” já experimentava na infância as matérias primas de sua vida e obra. 
Acostumado a acompanhar o pai, funcionário de carreira do Banco do Brasil fiscal da Carteira Agrícola, a se emaranhar pelos sertões e campos sul-cearenses, já era ambientalista sem nem desconfiar. No Colégio Estadual, assistia aos filmes lançados nos Cines Moderno, Cassino, Educadora, nos tempos que havia cinemas e lirismo nas praças do charmoso Crato da década de 1950.

## Filmografia
- 1981 - Dona Ciça do Barro Cru
- 1983 - Músicos Camponeses
- 1984 - Patativa do Assaré, um poeta do povo
- 1980 - Arraes taí
- 1985 - Santa Cruz de Goiás
- 1993 - Ana Mulata
- 2002 - O Parque Estadual de Itaúnas e Mata Atlântica
- 2004 - Mosáico Capixaba
- 2006 - Ver de perto
- 2008-09 - Exoticas Invasoras
- 2010 - Foi Assim... Como Será!? Chapada do Araripe
- 2011 - O Cinematógrafo Herege
- 2012 - Uma História da Terra

## Direção de Arte/Cenografia
- 1975 - Padre Cícero (de Helder Martins)
- 1976 - Juazeiro de Padim Ciço (Globo Repórter, direção de Marcos Marcondes)
- 1977 - Lúcio Flávio, Passageiro da Agonia(de Hector Babenco)
- 1978 - Rainha do Rádio (de Luiz Fernando Goulart)
- 1978-79 - JS Brown o Último Herói(de José Frazão)
- 1979 - Amante da Chuva(de Roberto Santos)
- 1979-80 - Asa Branca, Um Sonho Brasileiro(de Djalma Batista)
- 1980 - Eles Não Usam Black-tie(de Leon Hirzman)
- 1980 - Noites Paraguaias (de Aloísio Raolino)
- 1980 - A Hora dos Ruminantes (de José de Anchieta)
- 1981 - Aventuras de Mario Fofoca (de Adriano Stuart)
- 1981 - Maldita Coincidência (de Sergio Bianchi)
- 1982 - Memórias do Medo (de Alberto Graça)
- 1984 - Tigipió (de Pedro Jorge de Castro)
- 1985 - Brasília no Cinema - Episódio Santa Cruz (de Pedro Jorge de Castro)
- 1985-86 - Fronteira das Almas (de Hermano Pena)
- 1987 - O Pagador de Promessas(Mini-série da Rede Globo de Tisuka Yamazaki)
- 1989 - República dos Anjos (de Carlos del Pino)
- 1988 - Um Cotidiano Perdido no Tempo (de Nirton Venancio)
- 1990 - A Sago do Guerreiro Alumioso (de Rosenberg Cariry)
- 1992 - O Calor da Pele (de Pedro Jorge de Castro)
- 1999 - O Último Dia de Sol (de Nirton Venancio)
- 1994 - Corisco e Dadá (de Rosenberg Cariry)
- 2002 - O Julgamento do Pau Brasil (de Francis Valle)
- 2011 - Aos Ventos que Virão (Hermano Penna)

## Diretor Assistente
- 1987 - Luzia Homem (de Fábio Barreto)
- 1996 - A História da Minha Vida (de Alvarina de Souza e Silva)

## Diretor de Produção e Produtor Executivo
- 1983 - Caldeirão da Santa Cruz do Deserto (de Rosemberg Cariry)
- 1984 - Tigipió (de Pedro Jorge de Castro)

Curso Superior:	Faculdade de Arquitetura da Ufba – Salvador-Ba 68/70
Faculdade de Arquitetura e Urbanismo da UNB – Brasilia –71/73
(Por motivos de perseguições políticas foi afastado da UNB não podendo concluir o curso)
Graduado em Letras/Português no  CESV –Centro de Ensino Superior de Vitória Vitória-ES
Pós Graduação em Educação Ambiental no SENAC-RJ
Planejamento em Unidades de Conservação -SEAMA-IBAMA-MML
OUTROS CURSOS
Curso de Pintura com Prof.Jean Pierre Chabloz – Conservatório de Arte e Música da UFC
História da Arte Barroca Luso Brasileira – UFBa – 1969
Curso de Cinema com Walter da Silveira e Guido Araújo – UFBa – 1969/70
Oficinas de Cinema e Teatro – UNB – 71/72
Oficina de Teatro com Amir Haddad – UNB – 72
Oficina de Teatro com o Grupo de Teatro de Danças de Alvin Nikolay de N.York-UNB –72
Curso de Teatro com Tereza Raquel – UNB – 71
Curso de Recuperação de Monumentos Arquitetônicos – IAB Rio 94
Curso de Roteiros de Turismo Ecológico – Universidade Estácio de Sá – RJ - 1995
Curso de Planejamento em Unidades de Conservação – SEAMA/IBAMA /MML 1998
Curso de Gestão Ambiental – 1998 – PROMANANCIAL-SEAMA
Curso de Educação Ambiental  à distância – UFF – 1999/2000
Curso de Gestão de Recursos Hídricos -  1999 – SEAMA
Curso de Gestão de APAs – IBAMA – Salvador-Ba – 2000
Curso de Gestão de Águas Interiores e Costeiras – ANA(Agencia Nacional de Água) – Vitória - 2001
Curso de Educação Ambiental – UNB – 2001
Workshop “Sociedade Civil no Desenvolvimento Turístico Sustentável: Experiências e Propostas “ – promoção BID – PRODETUR II – Salvador – 2003
Capacitação em Comunicação Ambiental – CEPF – Aliança para a Conservação da Mata Atlântica – Porto Seguro/Bahia – 2006
ATIVIDADES EM CINEMA, TV E VÍDEO
DIREÇÃO DE ARTE E CENOGRAFIA
Cinema:
“Padre Cicero”de Helder Martins –LM – 75
“Lúcio Flávio – O Passageiro da Agonia”- Hector Babenco – LM – 77
“Amantes da Chuva”- Roberto Santos – LM – 78
“A Rainha do Rádio”- Luiíz Fernando Goulart – 77
“Asa Branca – Um Sonho Brasileiro” – Djalma Batista – LM-78
“Noites Paraguaias”- Aloisio Raulino”- LM – 79
“Eles não Usam Black –Tie”- Leon Hiszman – LM – 80
“A Hora dos Ruminantes”- José de Anchieta – LM – 80
“Memórias do Mêdo”- Alberto Graça – LM –81
“ As Aventuras de Mario Fofoca”- LM – 82
“JS Brown, o Último Herói” - José Frazão – LM – 79
“Tigipió”- Pedro Jorge de Castro- LM- 84
” Fronteiras das Almas”- Hermano Penna – LM –85
```
“República dos Anjos”- Carlos Del Pino – LM – 89
```

“A Saga do Guerreiro Alumioso “- Rozemberg Cariri – LM –91
“Cotidiano Perdido no Tempo”- Nirton Venâncio – CM – 88
“O Calôr da Pele”- Pedro Jorge de Castro”- LM – 93
“Corisco e Dada”- Rozemberg Cariri”- LM – 94
“O Último Dia de Sol”- Nirton Venâncio – CM – 98
“A Sentença do Pau Brasil “ – Francis Valle – CM – 2003
“Aos Ventos que Virão” – Hermano Penna – 2010/2011
Televisão:
“”Juazeiro do Padim Ciço”- Globo Reporter – TV Globo – 76
“O Pagador de Promessa”-mini-série de Dias Gomes – direção de Tizuca Yamazaki – TV Globo – 88
‘A Grande Família”- episódio especial de Paulo Afonso Grisoli – TV Globo 88 
“O Caminho das Águas” – especial para BBC – direção Nirton Venâncio
DIREÇÃO DE PRODUÇÃO/PRODUÇÃO EXECUTIVA
Cinema:
“Maldita Coincidência” – Sérgio Bianchi – LM – 80
“Lua Cambará” – Ronaldo Brito – LM em super 8 – 76
“O Caldeirão da Santa Cruz do Deserto”- Rozemberg Cariri – LM – 86
“Tigipió”- Pedro Jorge de Castro –LM – 84
“BSB no Cinema episódio “A Santa Cruz”de Pedro Jorge de Castro – 88
“Corpo em Delito”- Nuno Cezar de Abreu – LM – 88
“República dos Anjos”- Carlos Del Pino – LM – 89
“Luzia Homem”- Fábio Barreto – LM 87
“O Calor da Pele”- Pedro Jorge de Castro – LM – 93
“A Saga do Guerreiro Alumioso”- Rozemberg Cariri – LM - 92
“Cotidiano Perdido no Tempo”- Nirton Venâncio”- CM - 88
“Retratos Rasgados”- Alvarina Souza Silva – CM – 89
“Fronteiras – A Saga de Euclides da Cunha” (SIGILO ETERNO)- Noilton Nunes – LM – 89/2016
“Patativa do Assaré – Um Poeta do Povo”- Jefferson de Albuquerque Junior – CM –84
“Músicos Camponeses”- Jefferson de Albuquerque Junior – CM - 84
“Profana Comédia”- Pedro Ernestro Alencar – MM – 75
Televisão/Vídeo
“Caramuru”- Francisco Ramalho Filho – TV Educativa-EMBRAFILME – 80
“O Caminho das Águas” – Especial BBC – Nirton Venâncio – 90
“Ana Mulata”- Jefferson de Albuquerque Junior - - TV Educativa-Ce – 80
“Viver, Confundir-se”- Jefferson de Albuquerque Junior
“Parque Estadual de Itaúnas – Uma Questão Fundiária”-  Jefferson de Albuquerque Jr – 99
“Conceição da Barra – Naturalmente linda”- Jefferson de Albuquerque Junior - 2002
“Água - Fonte da Vida”-  Oficina De Olho no Ambiente – 2004
“O Parque de Itaúnas e a Mata Atlântica”- Jefferson de Albuquerque Junior – 2004
Direção/Diretor Assistente
“Boias Frias”- documentário 77
“Dona Cicá do Barro Cru”- doc. 80
“Patativa do Assaré – Um Poeta do Povo “ – doc. 84
“Músicos Camponeses” – doc. 84
“Santa Cruz de Goias”- doc – 83
“Os Penitentes”- 76
“Lúzia Homem”- Fábio Barreto –“LM - Dir.Assistente – 87
“Obra do Destino”- Alvarina Souza Silva – 95 – Ass.Direção
“Arrais Taí”- 80 – c/Armando Lacerda CM 16mm
“A Passageira” 05 – de Margareth Taqueti e Glecy Coutinho – Ass.Direção
“Ver de Perto” – Jefferson de Albuquerque Junior – 2006
“Exóticas Invasoras” – Jefferson de Albuquerque Junior
TV/Vídeo
“Ana Mulata” – TVE – 93
“Viver, Confundir-se” – 93
“MST – Invasão do Caldeirão” – 93
“O PEI e a Questão Fundiária”- 99
“Conceição da Barra “ – 2002
“O Parque de Itaúnas e a Mata Atlântica”- 2004-
“Mosaico Capixaba”- 2004
“Ver de Perto”- 2006
“Exóticas Invasoras” – 2008/2009
“Chapada do Araripe – a Formação dos Fósseis” – 2009/2010
“Chapada do Araripe – Uma Questão Ambiental” – 2008/2010
“Chapada do Araripe – Uma Visão do Futuro” – 2008/2010
“O Cinematógrafo Herege” -2011
“Uma História da Terra – 2012
Candombe...Maracatú – Sons d África...em produção
Rio Itaunas...Sempre Vivo – em finalização 2018/2019
Senhoras do Dendê – em edição  2018/2019
Roteiros:
“Dona Ciça do Barro Cru” CM 35 mm
“Boias Frias” Super oito
“Patativa do Assaré – Um Poeta do Povo” CM 35 mm
“Santa Cruz de Goias”  CM 16 mm
“Arrais Taí”  CM 16 mm
“Os Penitentes” Super oito
“Canoa Quebrada” LM  ( não produzido)
“Chapada do Araripe – Uma Questão Ecológica”  Vídeo (em produção)
“Ana Mulata” Vídeo
“Viver, Confundir-se” Vídeo
“”MST – Invasão do Caldeirão  - Vídeo
“Se essa Rua Fosse Minha” Roteiro para TV São Mateus-ES
“PEI – Uma Questão Fundiária” Vídeo
“O Parque de Itaúnas e a Mata Atlântica” Vídeo
```
“Mosaico Capixaba” Vídeo
```

“Rebelião dos Estudantes”- c/ Antônio de Pádua Gurgel
“Episódio 1847” – CM  (em captação recursos)
“Exóticas Invasoras” -2008/2009
“Do Tabuleiro Grande a Juazeiro-Evolução Urbana de Juazeiro do Norte”
“Baú das Memórias”
“Uma História da Terra”
“Foi Assim...Como Será? – Chapada do Araripe”
“O Cinematógrafo Herege”
Candombe...Maracatú-Sons da Africa
Paixão de Cristo em Matozinho
“Rio Itaunas...Sempre vivo- da Foz às nascentes”
“Senhoras do Dendê”
PRODUÇÃO EXECUTIVA E ORIENTAÇÃO
MoVa Itinerante 2005
Vídeos:
“Ciça – Um Amor de Café” – de Iuna
“Muniz Freire – Passado, Presente- Futuro”- Muniz Freire
“Os Pássaros e os Passos de Dona Helena” – Irupi
“A Lenda da Pedra Menina” – Dores do Rio Preto
“Quanto Vale Preservar?” – Ibitirama
“Horto Florestal” – Alegre

MoVA Itinerante 2006
Vídeos:
“Eco-comunidade” – de Divino de São Lourenço
“A lenda da Pedra da Tia Velha”- Irupi
“Cotidiano no Caparaó”- de Ibitirama
“As dores do Rio Preto”- de Dores do Rio Preto
“Como tudo começou”- de Ibatiba
“A Lenda da Água Santa”-  de Iuna
“As Desventuras de Zé da Grota”- de Muniz Freire
“Mova-se – Águas Turvas”- de Alegre
“Na Trilha do Jequitibá”- de Jerônimo Monteiro
“A Cidade que morreu” – de Guaçui
“Marcas de um Passado”- de São José do Calçado 
MoVA Itinerante 2007
Vídeos:
“Museu do Zé” – de Irupi
“Boi Verde Verdim” -  de Divino de São Lourenço
“Belezas Ameaçadas” – de Ibitirama
“A Vingança da Pedra Menina” – de Dores do Rio Preto
“Usina São José – Um Sonho” – de São José do Calçado
“O rio tem solução? “ – de Guaçui
“Gironda” – Jerônimo Monteiro
“A Lenda da Pedra da Mulher Deitada” – Ibatiba
“Plantando Água – Colhendo Vidas “ – Alegre
“Trilha das águas” – Ibatiba
“Um Grande Gesto” – Muniz Freire
MoVa Itinerante 2008
“Charola de São Sebastião” – Guaçui –ES
“O Carro de Boi” – São José do Calçado -ES
Inter-Ação Audiovisual Juriti 2010
“Os Sonhadores” – documentário – Juazeiro do Norte-Ce
‘A Catadora de Pequi” – ficção – Juazeiro do Norte- Ce
PROJETO AUDIOVISUAL DE EDUCAÇÃO AMBIENTAL DA CHAPADA DO ARARIPE
“Lixo é Luxo”
“Um dia a casa Caí”
“Cadê o Rio que tava aqui?”
“Para onde a água vai...”
“Os Últimos Engenhos de Barbalha”
“O Rio Granjeiro”
“A Floresta Misteriosa”
PREMIAÇÃO
Melhor Filme Júri Popular para “Patativa do Assaré- Um Poeta do Povo” Jornada de Cinema da Bahia – 85
Prêmio de Fotografia para “Patativa do Assaré – Um Poeta do Povo”- Jornada de Cinema da Bahia – 85
Prêmio Especial do Governo do Estado de São Paulo – Paulo Emílio Salles Gomes para “Patativa do Assaré – Um Poeta do Povo” - 85
Melhor Filme do Juri Popular para “Patativa do Assaré – Um Poeta do Povo”Festival do Filme Brasiliense – 85
Melhor Som – “Patativa do Assaré – Um Poeta do Povo”-Festival do Filme Brasiliense-85
Seleção para o Festival de Gramado do Cinema Brasileiro 85
Seleção para o Rio Cine Festival 85\
Seleção para o Festival de Brasilia do Cinema Brasileiro – 85
Prêmio Especial do CONCINE para “Dona Ciça do Barra Cru”
Prêmio Especial do CONCINE para “Patativa do Assaré Um Poeta do Povo
Prêmio Especial do CONCINE para “Músicos Camponeses”
Prêmio de Melhor Fotografia para “Ana Mulata” Festival de Cinema e Video de Fortaleza – 93
Prêmio de Melhor Direção de Arte pelo filme “O Último Dia de Sol”- Festival Cine Ceará - 2000  
Seleção para o MOVA Caparao – Mostra de Vídeo Ambiental 2004 em Guaçui – ES
Homenagem Especial no 20 CINEPOP – Festival de Cinema e Culturas dos Povos – Quixadá e Quixeramobim – Ce – dezembro de 2005
```
Prêmio Especial: Amigo da Natureza – II MoVA CAPARAÓ – Ibitirama –ES 2005 
```

Titulo de Cidadão Espiritosantense, dado pela Assembléia Legislativa do Espírito Santo, em reconhecimento a atuação na área ambiental e cultural ao Estado do Espírito Santo – 2007
Prêmio de Interação Estética em Ponto de Cultura – FUNARTE – 2009
Prêmio Homenagem Especial do I Festival de Cinema Digital de Jericoaquara-2010
ORGANIZAÇÃO DE EVENTOS 
Semana de Literatura de Cordel – UNB – Brasilia – 1973 (Coordenação Geral)
Seminário de Cinema e Literatura – UFC -  Fortaleza – Ce 1985 (Coordenação Geral)
I Mostra de Cinema Brasiliense – Brasilia – 1984  (Coordenação)
I Festival do Cinema Brasileiro de Fortaleza – 1986 (Coordenação)
II Festival do Cinema Brasileiro de Fortaleza – 1987 (Coordenação)
Seminário Os Meios de Comunicação e o Audiovisual – Fortaleza 1988 (Produção)
Exposição Ecos da Eco 92 – Artes Plásticas e Cartazes da Eco 92 – Barbalha/Crato/Juazeiro do Norte/Jardim/Missão Velha/Brejo Santo/Porteiras/Santana do Cariri (CE) Araripina e Exu-Pe - 1992
Campanha SOS Chapada do Araripe – 1992/93 (Coordenação Geral)
I Festival de Vídeo Cariri Nordeste – Crato/Juazeiro do Norte e Barbalha –CE – 1993
Curso de Direção em Cinema e Vídeo na URCA – com Tizuca Yamazaki –1993
I Seminário de Cultura e Meio Ambiente de Itaúnas – 1998 (Coordenação Geral)
II Seminário de Cultura e Meio Ambiente de Itaúnas – 1999 (Coordenação Geral) 
I Gincana Ecológica e Cultural da Bacia Hidrográfica do Rio Itaunas – 1999
Coordenador da I, II e II ECOBARRA, em Conceição da Barra – 2000,2001 e 2002
Fórum de Ecoturismo de Itaúnas – 2003 (Coordenação Geral)
Participou como convidado da I Bienal das Artes do Cariri -
Programa De Olho no Ambiente – Petrobras- em Vitória – 2004 (Coordenação Geral)
Oficina de Cinema e Vídeo na Educação na 12a Semana de Arte de São Mateus – 1997
Oficina de Roteiro e Produção de Vídeo na 13 a Semana de Arte de São Mateus – 1998
Oficina de Roteiro no Simpósio de Literatura da CEUNES – 1998
Coordenação/Produção do MoVA  Itinerante 2005 – 2005
Palestra “Literatura de Cordel – Patativa do Assaré” no CESV Vitória 2005
Palestra” O Vídeo na Educação”  no CESV – Vitória - 2006
Coordenação das Oficinas Itinerantes do MoVA Caparaó 2006
Coordenação das Oficinas Itinerantes do MoVA Caparaó 2007
Oficina  O Audiovisual na Educação Ambiental – X Encontro de Educadores Ambientais do Caparaó – Muniz Freire – 8 a 10 de novembro de 2007 
Oficina Audiovisual na Educação Ambiental- Secretaria de Meio Ambiente de Vitória-ES- 2009
Oficina de Realização Audiovisual – Projeto Inter-Ação Audiovisual Juriti – 2010
Guia de Sabores do Geopark Araripe – 2010
Coordenado do Projeto Audiovisual de Educação Ambiental da Chapada do Araripe
Curador da mostra paralela do I e II Festival de Cinema Digital de Jericoacoara.
Homenagem Especial pelo I Festival de Cinema Digital de Jericoacoara
Juri do IV e V Festival de Jericoacoara de Cinema Digital
Presidente do júri do VI Festival de Cinema Digital de Jericoacoara
Membro do Júri do Cine Cariri, em 2018
Curador da Mostra Ambiental, do Festival de Cinema de Vitória, 2018
Membro do Juri do III FESTFILME – 2018
Membro do Juri do II Cine Cariri- 2019
CARGOS
Membro da Comissão de Reestruturação da Embrafilme - MINC-Brasilia/Rio 1985
Presidente da Associação Brasileira de Documentaristas ABD-Ce 81/82
Presidente da ABD – DF – Brasilia 84/85
Secretário Geral do MDB – Crato 74/75
Secretário do Diretório Acadêmico da Faculdade de Arquitetura da UFBa –1968/89
Secretário de Cultura, Turismo e Esporte de Barbalha – Ce – 92/94
Presidente da Fundação SOS Chapada do Araripe- Barbalha – CE 93/95
Tesoureiro da SAPI – Sociedade dos Amigos do Parque de Itaúnas – 97/99
Coordenador de Arte do Projeto Esporte Educacional – CEUNES – São Mateus – 97/98
Coordenador de Comunicação e Educação Ambiental do Parque Estadual de Itaúnas /SEAMA   ES 1997 a 2002
Secretário Executivo do CEPIT – Comitê da Bacia Hidrográfica do Rio Itaúnas – ES 99/2002
Membro do Conselho de Turismo do PRODETUR II 2002/2004 – 
Membro do Conselho Municipal de Meio Ambiente de Conceição da Barra – 2001/2003
Diretor do Departamento de Meio Ambiente da Sec.de Cultura Turismo e Meio Ambiente de Conceição da Barra – ES 2001/2002
Presidente da SAPI – Sociedade dos Amigos do Parque de Itaúnas – 2002/2005
Colaborador do Projeto Corredores Ecológicos da Mata Atlântica no Diagnóstico das Unidades de Conservação do Corredor Central da Mata Atlântica -2003
Coordenador do CREC – Centro de Referência Eco-cultural da Mata Atlântica da SAPI/IESB – Espírito Santo 2002/2006
Coordenação do Nucleo de Audiovisual do Instituto Contemporâneio de Arte e Cidadania – Juazeiro do Norte – 2009/2011
Diretor  Superintendente  da Fundação SOS Chapada do Araripe – Barbalha – 2009 /2010
Secretario do Conselho Fiscal do Instituto Pró Agua – Vitoria ES – 2008 a 2010 e 2010  2010 a 2012
ARTIGOS PUBLICADOS
Correio Brasiliense – Brasília
A Tribo – Brasília
Jornal da Praça – Juazeiro do Norte –Ce
Folha do Pequi – Crato-Ce
Revista Nação Cariri – Fortaleza-Ce
Revista Itaytera – Crato-Ce
Revista do Instituto Cultural do Vale Caririense – Juazeiro do Norte-Ce
Revista Ecologia e Desenvolvimento – Rio de Janeiro -RJ
Tribuna do Cricaré – São Mateus – ES
Folha de Itaúnas – Conceição da Barra – ES
Folha do Caparaó – Guaçui-ES